# فيليب جيه. كوري
فيليب جيه. كوري (بالإنجليزية: Philip J. Currie)‏ (و. 1949  م) هو إحاثي، وباحث كندي، ولد في برامبتون، هو عضوٌ في الجمعية الملكية الكندية.

## التعليم
تعلم في جامعة مكغيل، وتحصل منها على دكتوراه في الفلسفة 1975–1981، وتعلم في جامعة تورنتو
.

## جوائز
حصل على جوائز منها:
زمالة الجمعية الملكية الكندية

## وصلات خارجية
- فيليب جيه. كوري في قاعدة بيانات الأفلام على الإنترنت